# 川上郡
川上郡（日语：／ Kawakami gun */?）為日本北海道釧路綜合振興局的郡，位於釧路綜合振興局中部。

## 轄區
轄區包含2町：
- 標茶町
- 弟子屈町

## 沿革

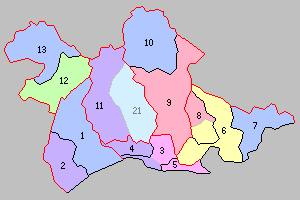
北海道一二級町村制施行時川上郡下辖町村（9.熊牛村 10.弟子屈村 赤：标茶町）

- 1869年8月15日：北海道設置11國86郡，釧路國川上郡成立。
- 1897年11月：北海道實施支廳制，釧路國川上郡隸屬釧路支廳之管轄，此時川上郡下轄熊牛村、塘路村、虹別村、弟子屈村、屈斜路村。[1]（5村）
- 1923年4月1日：熊牛村、塘路村、虹別村合併為熊牛村[2]，弟子屈村、屈斜路村合併為弟子屈村[3]，兩村皆成為北海道二級村。（2村）
- 1929年8月5日：熊牛村改名為標茶村。
- 1943年4月1日：弟子屈村成為北海道一級村。
- 1943年6月1日：北海道一級二級町村制廢止，標茶村改為內務省指定村。
- 1946年10月5日：指定町村制廢止。
- 1947年7月1日：弟子屈村改制為弟子屈町。（1町1村）
- 1950年11月1日：標茶村改制為標茶町。（2町）
- 1955年4月1日：厚岸郡太田村被廢除，北部區域被併入標茶町。